# Апраксин, Фёдор Матвеевич (бригадир)
Граф Фёдор Матве́евич Апра́ксин (1765 — 14 ноября 1796) — русский военачальник (бригадир) из рода Апраксиных,  кавалер ордена Святого Георгия III степени. 

## Биография
Сын поручика Матвея Фёдоровича Апраксина (1744—1803) от брака его с графиней Екатериной Ивановной Гендриковой (ум. 1814), троюродной сестрой Петра III. Внук генерал-аншефа И. С. Гендрикова и генерал-поручика Ф. А. Апраксина, правнук обер-шенка А. М. Апраксина. Детство провёл в родительском дворце на Покровке. Службу начал в лейб-гвардии Конном полку. В 1785 году из вахмистров произведен в корнеты. В 1790 году секунд-ротмистр.
Участник русско-шведской войны (1788—1790). Состоял волонтером в Финляндском корпусе. За храбрость против шведов был произведен в ротмистры. С января 1791 года полковник Конной гвардии.
По состоянию на 1794 год — полковник Кинбурнского драгунского полка. За отличия в сражении с поляками при Щекочине  28 июня 1794 года награждён орденом Святого Георгия III степени (№ 106 по спискам Григоровича — Степанова и Судравского):

Во уважение на усердную его службу и отличное мужество, оказанное 26-го мая сего года в деле с мятежниками польскими при Щекочине, где он командуя срединою корпуса, дал отпор неприятелю, устремившемуся на него и преодолев его усилия, опрокинул и тем участвовал в одержанной тогда победе.
В ноябре 1794 года произведен в бригадиры, командир 7-й колонны при штурме Праги. За участие в кампании против поляков награждён прусскими орденами Красного орла и «Pour le Mérite».
В 1796 году принял участие в русском походе на Персию под командованием Валериана Зубова. Отличился при покорении Дербента, за что 3 июня 1796 года награжден орденом Св. Владимира 2-й степени. В июне 1796 года был отправлен в Баку для командования сухопутными войсками, но климат Закавказья оказался губительным для здоровья многих офицеров и нижних чинов, начались болезни. В сентябре 1796 года на острове Сара умер контр-адмирал Н. С. Фёдоров, командир Астраханского порта и Каспийской флотилии. 30 сентября командование над этими войсками Зубов передал  графу Апраксину. По его приказу войска и артиллерия начали перевозиться с Сары на полуостров Камышеван. 8 ноября туда отправился и сам Апраксин, где 14 ноября скончался от малярии. 3 декабря 1796 года он был исключен из службы.

## Награды
- Орден «Pour le Mérite» (8 сентября 1794)[3]
- Орден Красного орла (1795, королевство Пруссия)[4]

## Семья

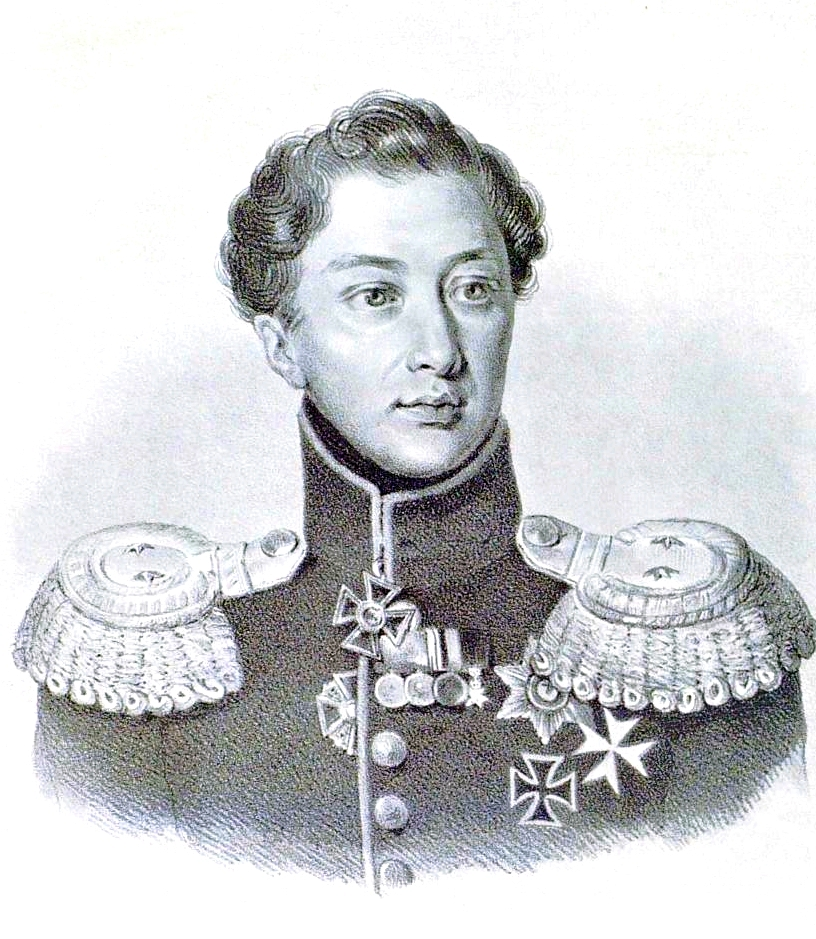
Граф Степан Апраксин

Жена — Елизавета Алексеевна Безобразова (21.06.1761—19.08.1839), одна из семи дочерей бывшего владимирского уездного предводителя дворянства. Родилась в Москве, родители её были люди богатые и имели широкое знакомство. Будучи девицей, жила в Петербурге в доме графини П. В. Мусиной-Пушкиной, где с ней познакомился князь И. М. Долгоруков. «Ежедневное с нею свидание и короткое обращение были поводом моему к ней пристрастию, — вспоминал князь, — я не был в нее влюблен, но нравилась она мне более прочих. Она была пригожа, но не с отличными дарованиями. Я имел к ней склонность и хотел жениться. Пушкины отдали бы её за меня и с радостью бы высватали, ибо она начинала быть им в тягость. Но страсть её к Апраксину скоро открылась, и она сделалась его женою». Овдовев, жила в собственном доме в Петербурге, «у нее никогда никого не было, кроме родных, ее семьи и одного аббата, который, воспитав ее сына, жил у нее из одной квартиры». Похоронена в  Сергиевой Приморской пустыни.
В браке имела сыновей — Степана (1792—1862; генерал от кавалерии) и Дмитрия, и дочь — Надежду (23.05.1788—12.02.1855), в первом браке супругу генерал-майора Николая Ивановича Петрищева (1783—1834), сослуживца брата Степана по Кавалергардскому полку, во втором — графа Александра Осиповича Витта (ум. 1875).